# Investor (entreprise)
Investor AB est une société d'investissements suédoise fondée en 1916 par la famille Wallenberg, qui la contrôle encore aujourd'hui.
Investor détient des participations notables dans de grandes entreprises suédoises. Cotée en bourse, elle atteignait une valeur de 113 milliards de SEK (13 milliards d'euros) en 2006. C'est un acteur important de l'économie suédoise.
La société dispose de larges réserves de trésorerie et n'est pas endettée.

## Fondation et histoire
En 1916, une nouvelle législation a rendu plus difficile aux banques de détenir sur le long terme des actions d'entreprises industrielles. Dans ce contexte, Investor a été fondé en tant que branche d'investissement de la banque Stockholms Enskilda Bank, qui était alors le principal instrument du pouvoir de la famille Wallenberg.
En 1932, les Wallenberg rachète une partie des actifs de l'empire Kreuger.
Durant la Seconde Guerre mondiale, la Stockholms Enskilda Bank est accusée par le Gouvernement américain de collaboration avec le régime nazi : tous ses avoirs sont alors gelés.

## Investissements
- ABB - automation et industries électriques (7,5 % des actions, 7,5 % des droits de vote (ddv) )
- Atlas Copco - équipement et machines (16,8 % des actions, 22,3 % ddv)[2]
- AstraZeneca - entreprise pharmaceutique (2,5 % Stake, 2,5 % ddv)
- Electrolux - électroménager (11 % des actions, 28 % ddv)
- Ericsson - équipementier télécom (4 % des actions, 19 % ddv)
- Gambro - technologie médicale (probablement 100 % des actions)
- Husqvarna - Fabricant de tronçonneuses et de scieuses (10 % des actions, 29 % ddv)
- OMX - bourse de valeurs scandinave (11 % des actions, 11 % ddv)
- Saab - aviation et militaire (20 % des actions, 37,5 % ddv)
- Scania - automobile (11 % des actions, 19 % ddv)
- Skandinaviska Enskilda Banken (SEB) - banque (18 % des actions, 18,5 % ddv)
- WM-data - Une SSII vendue en août 2006.

De plus, le fonds investit dans divers actifs :
- Spray Networks - qui ne fut pas un succès.
- Bredbandsbolaget (B2), un opérateur téléphonique. Il fut vendu à Telenor en 2005 avec une plus-value, (malgré des premières années difficiles)
- 3 Scandinavia en coentreprise avec Hutchison Whampoa.
- Investor Growth Capital qui finance des start-ups dans la santé et la technologie aux États-Unis.
- Novare - Une entreprise de recrutement.
- Grand Hotel Stockholm.